# Dilar sinicus
Dilar sinicus är en insektsart som beskrevs av Nakahara 1957. Dilar sinicus ingår i släktet Dilar och familjen Dilaridae. Inga underarter finns listade i Catalogue of Life.